# 短棘草䲁
短棘草䲁（學名：Clinus taurus），為輻鰭魚綱䲁形目胎䲁科草䲁屬的一個種，分布於東南大西洋納米比亞莫韋角至南非阿爾弗雷德港海域，本魚身體略扁，頭部相對較小，鼻子呈楔形，輪廓角鈍，體淡綠色或黃色，帶有深棕色條紋，背鰭硬棘30-36枚、背鰭軟條5-6枚、臀鰭硬棘2枚、臀鰭軟條20-24枚，體長可達23公分，棲息在潮間帶，雌魚產附著性卵，雄魚會守護卵，幼魚為浮游性，生活習性不明。